# Panorpa isolata
Panorpa isolata är en näbbsländeart som beskrevs av Carpenter 1931. Panorpa isolata ingår i släktet Panorpa och familjen skorpionsländor. Inga underarter finns listade i Catalogue of Life.